# Las amantes del diablo
Las amantes del diablo (I diabolici convegni) es una coproducción hispano-italiana dirigida por  José María Elorrieta y estrenada en el año 1971. Como títulos alternativos cuenta con: I dabolici convegni (Italia), Feast of Satan (EE. UU.), Night of the devils (EE. UU.) y Feast for the devil [Video] (EE. UU.)

## Argumento
Una mujer busca a su hermana que ha desaparecido. En una población de la costa, cae víctima de la seducción de un psicópata endemoniado, que es también un científico, y de su sádico mayordomo.